# Andy Sutton
Andrew Cameron "Andy" Sutton, född 10 mars 1975 i London, Ontario, är en kanadensisk professionell ishockeyback som spelar för Edmonton Oilers i NHL.
Sutton har tidigare spelat för NHL-lagen Minnesota Wild, San Jose Sharks, Atlanta Thrashers, New York Islanders, Ottawa Senators och Anaheim Ducks.